# Wiktor Pyć
Wiktor Stanisław Pyć (ur. 10 kwietnia 1916 w Janowie Lubelskim, zm. 19 lipca 2016 w Lublinie) – polski stulatek, żołnierz, więzień łagrów, uczestnik II wojny światowej, major Wojska Polskiego.

## Życiorys
Urodził się 10 kwietnia 1916 w Janowie Lubelskim.

### II wojna światowa (1939–1945)
W październiku 1939 na Wołyniu został aresztowany przez NKWD (za rzekome szpiegostwo) i skazany na 5 lat łagrów. Wywieziono go do Kraju Ałtajskiego na Syberii. Na mocy układu Sikorski-Majski został objęty amnestią i wyszedł na wolność. W sierpniu 1942 wstąpił do Armii Andersa i służył w 5 Lwowskim Dywizjonie Artylerii Przeciwlotniczej. Od lutego 1944 w składzie 5. Kresowej Dywizji Piechoty 2. Korpusu Polskiego Polskich Sił Zbrojnych na Zachodzie uczestniczył w kampanii włoskiej. Przeszedł cały szlak bojowy 2. Korpusu. Walczył pod Monte Cassino, Ankoną, Rimini oraz Bolonią.

### Po wojnie (1945–2016)
Do 1965 mieszkał w Wielkiej Brytanii. Następnie wrócił do Polski i zamieszkał w Lublinie. Pracował jako monter w PKS.
27 listopada 2009 za wybitne zasługi dla niepodległości Rzeczypospolitej Polskiej, za działalność na rzecz przemian demokratycznych w Polsce oraz działalność kombatancką i społeczną, za osiągnięcia w podejmowanej z pożytkiem dla kraju pracy zawodowej i działalności społecznej podsekretarz stanu w Kancelarii Prezydenta RP Andrzej Duda w imieniu prezydenta Lecha Kaczyńskiego odznaczył go Krzyżem Kawalerskim Orderu Odrodzenia Polski.
17 kwietnia 2016 w Lublinie uroczyście świętował swoje setne urodziny. Na obchodach obecny był m.in. p.o. szefa Urzędu do Spraw Kombatantów i Osób Represjonowanych Jan Józef Kasprzyk, który wręczył jubilatowi pamiątkową szablę i odznaczył go medalem „Pro Patria”.

## Odznaczenia
- Krzyż Kawalerski Orderu Odrodzenia Polski (2009)
- Brązowy Krzyż Zasługi z Mieczami
- Krzyż Pamiątkowy Monte Cassino
- Medal „Pro Patria” (2016)
- inne odznaczenia polskie i brytyjskie

Źródło:.